# Samuel Vásquez
Samuel Vásquez (Medellín, 1949) es un poeta colombiano, fundador y director del Taller de Artes de Medellín que congregó diversas disciplinas: teatro, música, danza y artes plásticas. Sus obras de teatro han sido escenificadas en España, Venezuela y Cuba, así como distintas ciudades colombianas. Dirigió 17 obras teatrales y ha participado como miembro del comité organizador del Festival Internacional de Poesía de Medellín. Es, además, cofundador de la revista Prometeo del mencionado festival. Poemas y ensayos suyos aparecen en libros y revistas del país y fuera de él; su poesía ha sido traducida al rumano, portugués, francés e inglés.

## Obras
- El sol negro (Teatro)
- El plagio (Teatro)
- Raquel, historia de un grito silencioso (Teatro)
- Las palabras son puentes que nos separan (Poesía)
- Gestos para habitar el silencio (Poesía)
- Técnica mixta (Teatro)
- El bar de la calle Luna (Teatro)
- Erratas de fe (Ensayo)
- El abrazo de la mirada (Ensayo sobre Edgar Negret)
- El abrazo de la mirada (Ensayo sobre Roda, Rendón, Suárez, Tàpies)
- Para no llegar a Ítaca (Ensayo)
- Antonio Samudio (Vida y obra, con Juan Manuel Roca Ensayo), (2008)

## Algunas exposiciones
- Años 60s y 70s. (Exposiciones varias en Colombia y el exterior)
- Cincuenta años de Pintura y Escultura en Antioquia, Suramericana y Museo de Arte Moderno de Medellín

## Premios y distinciones
- Premio nacional de dramaturgia (1992)
- Beca nacional de creación, Ministerio de Cultura (1993)
- Mención Concurso internacional de dramaturgia Ciudad de Bogotá (1999)
- Premio de Ensayo Ciudad de Medellín (2005)
- Beca de creación Ciudad de Medellín (2007)
- Distinción Especial Museo de Antioquia (2007)

Sus montajes teatrales y otras obras obtuvieron además distintos reconocimientos en el exterior y en Colombia.